# Legend (chanson)
Pour les articles homonymes, voir Legend.
Singles de Mika Nakashima
Hi no Tori
(2004) Sakurairo Mau Koro
(2005)
Legend est le 13e single de Mika Nakashima sorti sous le label Sony Music Associated Records le 20 octobre 2004 au Japon. Il atteint la 5e place du classement de l'Oricon. Il se vend à 35 332 exemplaires la première semaine, et reste classé pendant 11 semaines, pour un total de 67 527 exemplaires vendus.
Legend a été utilisé comme campagne publicitaire pour Sony MD Walkman, tandis que Fake a été utilisé comme campagne publicitaire pour Kanebo Kate et Carrot & Whip pour Meiji. Les trois chansons se trouvent sur l'album Music. Legend se trouve également sur la compilation Best et Fake sur la compilation No More Rules.

## Liste des titres
| 1. | Legend (Main)         | Mika Nakashima                 | Yasunari Okano  | 5:46 |
| 2. | Legend (Original)     | Mika Nakashima                 | Yasunari Okano  | 5:26 |
| 3. | Fake                  | Mika Nakashima, Ayumi Miyazaki | Ayumi Miyazaki  | 5:12 |
| 4. | Carrot & Whip         | Mika Nakashima                 | Yoshiko Goshima | 5:21 |
| 5. | Legend (Instrumental) | Mika Nakashima                 | Yasunari Okano  | 5:46 |

Vinyl
| 1. | Legend (Extended Version) | Mika Nakashima | Yasunari Okano |  |

| 1. | Fake          | Mika Nakashima, Ayumi Miyazaki | Ayumi Miyazaki  | 5:12 |
| 2. | Carrot & Whip | Mika Nakashima                 | Yoshiko Goshima | 5:21 |